# Carolyn Kizer
Carolyn Ashley Kizer, född 10 december 1925 i Spokane, Washington, död 9 oktober 2014 i Sonoma, Kalifornien, var en amerikansk poet. Hon vann ett flertal pris för sina dikter, bland annat Pulitzerpriset.

## Utmärkelser
- Pulitzer Prize for poetry (1985)
- Theodore Roethke Memorial Poetry Prize (1988)
- American Academy of Arts and Letters award
- Award of Honor of the San Francisco Arts Commission
- Borrestone Award (sex gånger)
- Pushcart Prize (tre gånger)
- Frost Medal
- John Masefield Memorial Award
- Governor's Award för årets bästa bok, State of Washington (1965, 1985)

### Dikter på nätet
- "A Muse of Water", "Amusing Our Daughters", "Fanny," "Lines to Accompany Flowers for Eve", "Pro Femina", "Summer near the River", "The Erotic Philosophers", "The Great Blue Heron", "The Intruder", "Through a Glass Eye, Lightly"
- "Fearful Woman' '
- "American Beauty"

### Recensioner
- New York Times review of ' 'The Nearness of You' ' (March 22, 1987)